# آموری لووینز
آموری لووینز (انگلیسی: Amory Bloch Lovins؛ زاده ۱۳ نوامبر ۱۹۴۷) یک فیزیک‌دان و دانشمند علم محیط زیست اهل ایالات متحده آمریکا است.Amory Lovins یک فیزیکدان آزمایشگاهی مشاور آمریکایی است و بیش از ۴۰ سال در بیش از ۵۰ کشور جهان در زمینه انرژی، منابع، اقتصاد، محیط زیست، توسعه و امنیت فعالیت داشته‌است. وی توجه خود را به صرفه جویی در انرژی و نحوه استفاده از انرژی به شیوه‌های کارآمدتر و پایدار می‌کند. او خانه ای با مفاهیم زیادی در زمینه صرفه جویی در انرژی ایجاد کرد. او یک شخصیت غیرمعمول با طیف گسترده‌ای از دانش و نبوغ است، اما او یک دانشمند نیست. او یک شرکت مشاوره دارد و در کوهستان زندگی می‌کند. به مدت ۳۰ سال، او روش‌های زیادی را برای صرفه جویی در مصرف انرژی و حل مشکلات با فناوری‌هایی که قبلاً وجود داشته و آنها را نشان داده‌است، حل کرد. برخی فکر می‌کنند او خیلی دیوانه است. یک نویسنده زن دربارهٔ او کتابی نوشت که به آن آقای سبز گفته می‌شود.